# Al-Nour
Al-Nour (arabisch إذاعة النور, DMG Iḏāʿat an-Nūr) ist ein libanesischer Hörfunksender aus Beirut. Der Sender al-Nour wurde am 9. Mai 1988 gegründet und steht ideologisch der Hisbollah nahe.
Israel hat den Sender im Libanonkrieg 2006 zusammen mit dem Fernsehsender al-Manar angegriffen. Seit 1. Dezember 2008 ist al-Nour wegen Verstoß gegen den Gedanken der Völkerverständigung in Deutschland verboten.